# Hey, Porter
| Оценки критиков | Оценки критиков |
| Источник        | Оценка          |
| --------------- | --------------- |
| AllMusic        | Без оценки      |

«Hey, Porter» — песня Джонни Кэша. Сочинил он её сам.
Это одна из самых первых песен, написанных Кэшем. Томас Уорд с музыкального сайта AllMusic называет её одной из лучших песен Джонни Кэша 1950-х годов, в которой уже видны задатки его, тогда только начинавшего свой путь к славе, будущего величия.
Тот же Томас Уорд, правда, отмечает, что стихи довольно «одномерны» (one-dimensional), в них не видно особого вдохновения.
Тема песни — возвращение героя в родной южный штат Теннесси после долгого отсутствия. Поющий, очевидно взволнованный скорым прибытием на родину, на протяжении всей песни донимает проводника различными вопросами и просьбами.
По описанию Томаса Уорда, тема песни — бегство на поезде. Поющий спрашивает у кого-то по-имени Портер: «Эй, Портер! Сколько, ты сказал, сейчас времени? Сколько ещё до рассвета?»
Песня и теперь остаётся одной из самых любимой народом в творчестве Кэша, её мелодия тоже теперь воспринимается как «чисто кэшевская».